# (23) Thalia
(23) Thalia – jedna z wielu średniej wielkości planetoid z pasa głównego.

## Odkrycie
Planetoida została odkryta 15 grudnia 1852 roku przez Johna Russella Hinda w Londynie.
Nazwa asteroidy pochodzi od Talii, która była muzą komedii w mitologii greckiej.

## Orbita
Orbita planetoidy jest nachylona do płaszczyzny ekliptyki pod kątem 10,11°. Na jeden obieg wokół Słońca ciało to potrzebuje 4 lata i około 96 dni, krążąc w średniej odległości 2,63 j.a. od Słońca. Średnia prędkość orbitalna tej asteroidy to ok. 18,12 km/s.

## Właściwości fizyczne
(23) Thalia ma średnicę około 107 km. Jej albedo wynosi około 0,25, a jasność absolutna około 7,17m. Planetoida ta zalicza się do asteroid typu S. Jej powierzchnia jest stosunkowo jasna i zawiera krzemiany. Średnia temperatura na jej powierzchni sięga ok. 164 K.
Ciało to rotuje w czasie 12 godzin i 18 minut.